# 囲場満族モンゴル族自治県
囲場満族モンゴル族自治県（いじょう-まんぞく-モンゴルぞく-じちけん、満州語:ᠸᡝᡳ ᠴᠠᠩ
ᠮᠠᠨᠵᡠ
ᠮᠣᠩᡤᠣ
ᠮᡠᡴᡡᠨ
ᠪᡝᠶᡝ
ᡩᠠᠰᠠᡵᠠ
ᡥᡳᠶᠠᠨ　転写:wei cang manju monggo mukūn beye dasara hiyan、モンゴル語:ᠸᠧᠢ ᠴᠠᠩ
ᠮᠠᠨᠵᠤ
ᠮᠣᠩᠭ᠋ᠣᠯ
ᠦᠨᠳᠦᠰᠦᠲᠡᠨ ᠪ
ᠥᠪᠡᠷᠲᠡᠭᠡᠨ
ᠵᠠᠰᠠᠬᠤ
ᠰᠢᠶᠠᠨ）は中華人民共和国河北省承徳市に位置する自治県。

## 地理
囲場県は河北省最北部、内モンゴル自治区との省境に位置する河北省最大の県である。

## 歴史
囲場県は1681年（康熙20年）、清朝皇室の猟場として設置されたムラン囲場を前身とする。当時はムラン囲場を維持する兵士以外の一般民衆の居住が禁止された禁地であり、1862年（同治元年）に一般農民による入植が認められた。光緒初年に囲場庁と改編された。
中華民国が成立すると1913年（民国2年）、庁制廃止に伴い囲場県が成立、1990年に囲場満族モンゴル族自治県と改編された。

## 行政区画
- 鎮:囲場鎮、四合永鎮、克勒溝鎮、棋盤山鎮、半截塔鎮、朝陽地鎮、朝陽湾鎮、腰站鎮、竜頭山鎮、新撥鎮、御道口鎮、城子鎮、新地鎮、哈里哈鎮
- 郷:道壩子郷、黄土坎郷、四道溝郷、蘭旗卡倫郷、銀窩溝郷、広発永郷、育太和郷、郭家湾郷、楊家湾郷、大喚起郷、張家湾郷、宝元桟郷、山湾子郷、三義永郷、姜家店郷、下伙房郷、燕格柏郷、牌楼郷、老窩鋪郷、石桌子郷、大頭山郷、南山嘴郷、西竜頭郷